# Palouse (Washington)
Palouse è una città degli Stati Uniti sita nella Contea di Whitman, nello Stato di Washington. La popolazione era di 998 abitanti secondo il censimento del 2010. La città ha preso il nome dall'omonima regione agricola nella quale è ubicata e vi venne annessa nel 1888.

## Storia
Palouse venne fondata nel 1869 da William Ewing. Il comune venne fondato nel 1875 da W.P. Breeding.